# Принц Густав (линейный корабль, 1758)
«Принц Густав» (швед. Prins Gustaf; Принц Густав) — парусный линейный корабль. После спуска на воду в 1758 году входил в состав шведского флота, принимал участие в русско-шведской войне 1788—90 годов. Был захвачен русскими моряками в Гогландском сражении в 1788 году и включен в состав русского флота. В его составе принял участие в голландской экспедиции 1798 года в ходе которой затонул у берегов Норвегии.

## История

### Строительство и шведский флот
Корабль был построен на верфи в Карлскруне под руководством Гилберта Шелдона и спущен на воду в 1758 году. Под шведским флагом принял участие в русско-шведской войне 1788—90 годов, 6 (19) июля 1788 года сражался в Гогландском сражении, в ходе которого был взят в плен русским флотом.

### Русский флот
После попадания в плен был доставлен на бакштове фрегата «Hадежда Благополучия» в Кронштадт. В мае 1789 года перешел из Кронштадта в Ревель. 2 (13) июля в составе эскадры под командованием адмирала В. Я. Чичагова вышел в море и 15 (26) июля принял участие в Эландском сражении. После сражения до 16 (27) августа крейсировал с эскадрой в районе мыса Дагерорт и островов Борнхольм и Готланд, после чего вернулся в Ревель. 27 августа (7 сентября) — 11 (22) октября 1789 года в составе эскадры вновь крейсировал у мыса Дагерорт, вернувшись после крейсирования в Ревель. 15 (26) октября прибыл в Кронштадт.
12 (24) мая 1790 года в составе эскадры вице-адмирала А. И. Круза вышел из Кронштадта и крейсировал в районе мыса Стирсудден. 23 мая (3 июня)—24 мая (4 июня) «Принц Густав» принял участие в Красногорском сражении, в ходе которого потерял из экипажа одного человека убитым и двоих раненными. 29 мая (9 июня), в составе флота преследуя шведов, вошел в Выборгский залив и 9 (21) июня в составе эскадры контр-адмирала И. А. Повалишина занял позицию на левом фланге русского флота между мысом Крюсерорт и банкой Реппие. Участвовал в состоявшемся 22 июня (3 июля) Выборгском сражении, в ходе которого получил сильные повреждения, так как прорывавшийся из залива шведский флот основной удар нанес именно по эскадре И. А. Повалишина. 6 (18) июля корабль вернулся в Кронштадт.
В 1791—92 и 1794—95 годах для обучения экипажа выходил на Кронштадтский рейд, а в 1797 году с эскадрой находился в практическом плавании в Финском заливе.
Во время войны второй коалиции 1799—1802 годов 22 мая (2 июня) 1798 года вышел из Кронштадта в составе эскадры под командованием адмирала А. И. Круза к острову Борнхольм для блокады проливов. 19 (30) июня — 28 июля (8 августа) в составе отряда под командованием контр-адмирала П. И. Шишкина ходил к Любеку. 28 июля (8 августа) отряд вернулся к эскадре у острова Мён и вместе с ней 3 (14) августа 3 августа пришел в Ревель.
Во главе эскадры под командованием контр-адмирала П. К. Карцова вышел из Ревеля 20 (31) августа того же года к берегам Англии для совместных действий с английским флотом против Франции. 19 (30) сентября в Скагерраке эскадра попала в жестокий шторм, на корабле был поврежден рангоут и открылась течь. 24 сентября (5 октября) эскадра зашла в залив Mандаль (Hорвегия) «для исправления». Через месяц, 28 октября (8 ноября) эскадра вышла в море, но из-за шторма была вынуждена зайти в залив Эквог. На следующий день, вновь выйдя в море, корабли эскадры разлучились. 30 октября (10 ноября) в носу корабля разошлись доски обшивки из чего открылась сильная течь. 1 ноября «Принц Густав» встретился с «Изяславом». 4 (15) ноября 1798 года, после совета командиров на котором было принято решение оставить тонущий корабль, команда «Изяслава» спустила все гребные суда и перевезла на свой борт экипаж терпящего бедствия корабля, включая командующего эскадрой контр-адмирала П. К. Карцова. «Принц Густав» затонул.

## Командиры
Командирами корабля в разное время служили:
| - H. А. Бодиско (1788 год) - С. Эльфинстон (1789 год) - Ф. И. Tезигер (1790—1792 годы) | - А. А. Жохов (1794 год) - H. И. Барш (1795—1797 годы) - И. Л. Tрескин (1798 год). |